# Großsteingräber bei Schneeren
Die Großsteingräber bei Schneeren waren mehrere megalithische Grabanlagen der jungsteinzeitlichen Trichterbecherkultur bei Schneeren, einem Ortsteil von Neustadt am Rübenberge in der Region Hannover (Niedersachsen). Sie wurden 1816 zur Gewinnung von Baumaterial für den Straßenbau zerstört. Die genaue Zahl ist ebenso wenig überliefert wie die Standorte der Gräber; bekannt ist lediglich, dass es zusammen mit den benachbarten Großsteingräbern bei Mardorf zehn Stück gewesen sein sollen. Östlich von Schneeren befanden sich die beiden ebenfalls im 19. Jahrhundert zerstörten Großsteingräber bei Neustadt am Rübenberge. Über Ausrichtung, Maße und Grabtyp der Anlagen bei Schneeren liegen keine Informationen vor.